# Sa revanche

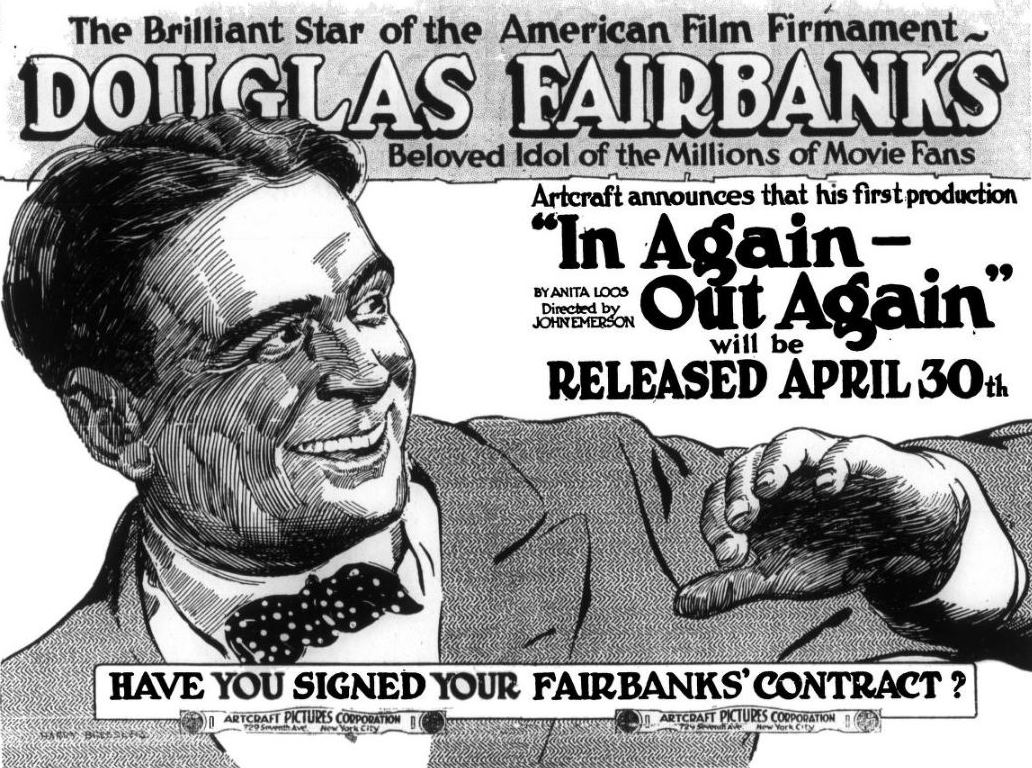
Publicité américaine pour Sa revanche à la page 22 du Variety du 13 avril 1917.

Sa revanche (In Again, Out Again) est un film américain réalisé par John Emerson, sorti en 1917. 

## Fiche technique
- Titre original : In Again, Out Again
- Réalisation :  John Emerson
- Société de production : Douglas Fairbanks Pictures
- Durée : 50 minutes
- Date de sortie : 
  - États-Unis : 30 avril 1917

## Distribution
- Douglas Fairbanks
- Arline Pretty
- Bull Montana